# Les Choristes
Les Choristes (en España, Los chicos del coro; en otros países de Hispanoamérica, Los coristas) es una película francesa del 2004 de los géneros drama y musical dirigida por Christophe Barratier. Con guion de Barratier y Philippe Lopes-Curval, que está basado en otra película, de 1945: La Cage aux rossignols (La jaula de los ruiseñores), con guion adaptado por Noël-Noël y René Wheeler a partir de una historia de Wheeler y Georges Chaperot y dirigida por Jean Dréville.

## Reparto
- Gérard Jugnot: Clément Mathieu, vigilante y profesor de música
- François Berléand: director Rachan
- Kad Merad: Chabert, profesor de gimnasia
- Jean-Paúl Bonnaire: conserje Maxence
- Philippe du Janerand: monsieur Langlois, profesor de álgebra
- Marie Bunel: Violette Morhange, madre de Pierre
- Jean-Baptiste Maunier: Pierre Morhange (niño)
- Maxence Perrin: Pépinot (niño)
- Simon Fargeot: Boniface (niño)
- Cyril Bernicot: Le Querrec (niño)
- Théodule Carré-Cassaigne: Leclerc (niño)
- Grégory Gatignol: Pascal Mondain (niño)
- Jacques Perrin: Pierre Morhange (adulto)
- Didier Flamand: Pépinot (adulto)

## Historia de producción

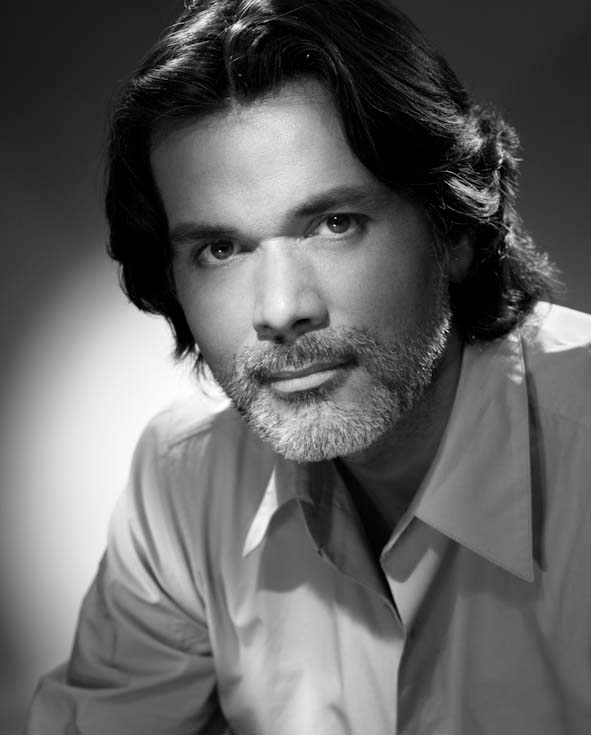
Christophe Barratier fotografiado por Studio Harcourt París

La película fue un gran éxito de taquilla, contó con un presupuesto de 5.500.000€ y acabó recaudando en todo el mundo 71.087.325€.[cita requerida]
El 16 de noviembre de 2022 se estrenó en el Teatro de la Latina de Madrid una adaptación musical de esta película, titulada "Los chicos del coro, el musical", dirigida por Juan Luis Iborra, con texto y letras de Pedro Víllora, y protagonizada por Jesús Castejón y Natalia Millán

## Guiones
Se inspira en la infancia del director, en su interés por contar una historia sobre música y en su recuerdo de la película de 1945 La Cage aux rossignols (La jaula de los ruiseñores), dirigida por Jean Dréville.

## Premios
- Austin Film Festival  2004: Premio del Público al Mejor Guion adaptado por Christophe Barratier.
- Festival internacional de cine de Bangkok 2005 : Premio al mejor director Christophe Barratier.
- Premios César 2005: 
  - César a la mejor música escrita para una película]] : por Bruno Coulais.
  - César al mejor sonido por Daniel Sobrino, Nicolas Cantin y Nicolas Naegelen.
- Premios del Cine Europeo 2004: Premio al compositor europeo del año por Bruno Coulais.
- Festival Internacional de cine de Fort Lauderdale 2004 : premio del jurado a la mejor película por Christophe Barratier.
- Heartland Film Festival 2004: Premio Corazón de Cristal para Christophe Barratier.
- Festival de cine de Ljubljanski mednarodni  2004 : Premio del público para Christophe Barratier.
- Festival de cine Prix Lumière 2005: Prix Lumière a la mejor película por Christophe Barratier.
- Premios Sant Jordi de Cine 2005: Premio a la mejor película por Christophe Barratier.
- La Étoiles d'or du cinéma français 2005: Estrella de Oro al mejor compositor original de películas francesas para Bruno Coulais por Los chicos del Coro y Génésis de Claude Nuridsany.

## Nominaciones
| Fecha           | Premio        | Categoría                                        | Candidatos / Receptor(es)                                         | Resultado |
| --------------- | ------------- | ------------------------------------------------ | ----------------------------------------------------------------- | --------- |
| Febrero de 2005 | Premios Óscar | Mejor película extranjera                        |                                                                   | Candidata |
| Febrero de 2005 | Premios Óscar | Mejor canción original (por Vois sur ton chemin) | Bruno Coulais (música) Christophe Barratier (letra)               | Candidata |
| Febrero de 2005 | Premios BAFTA | Mejor película de habla no inglesa               | Arthur Cohn Nicolas Mauvernay Jacques Perrin Christophe Barratier | Candidata |
| Febrero de 2005 | Premios BAFTA | Mejor guion adaptado                             | Christopher Barratier Philippe Lopes-Curval                       | Candidata |
| Febrero de 2005 | Premios BAFTA | Premio Anthony Asquith a la mejor música         | Bruno Coulais                                                     | Candidata |
| Febrero de 2005 | Premios César | Mejor película                                   | Christophe Barratier                                              | Candidata |
| Febrero de 2005 | Premios César | Mejor ópera prima                                | Christophe Barratier                                              | Candidata |
| Febrero de 2005 | Premios César | Mejor director                                   | Christophe Barratier                                              | Candidata |
| Febrero de 2005 | Premios César | Mejor actor                                      | Gérard Jugnot                                                     | Candidata |
| Febrero de 2005 | Premios César | Mejor actor secundario                           | François Berléand                                                 | Candidata |
| Febrero de 2005 | Premios César | Mejor música                                     | Bruno Coulais                                                     | Ganadora  |
| Febrero de 2005 | Premios César | Mejor sonido                                     | Daniel Sobrino Nicolas Cantin Nicolas Naegelens                   | Ganadora  |
| Febrero de 2005 | Premios César | Mejor decorado                                   | François Chauvaud                                                 | Candidata |